# 小池大橋飲酒運転事故
小池大橋飲酒運転事故（こいけおおはしいんしゅうんてんじこ）とは、2000年（平成12年）4月9日、神奈川県座間市で発生した飲酒運転による交通事故である。
前年に発生した東名高速飲酒運転事故も受けて、危険運転致死傷罪の成立に影響した。

## 事故概要
2000年（平成12年）4月9日午前1時55分ごろ、神奈川県座間市栗原で神奈川県警察の検問を振り切り、猛スピードで逃走していた乗用車が、小池大橋で歩道を歩いていた大学生2人をはね即死させた。死亡した2人は予備校時代のクラスメートで、大学入学の祝杯を挙げるため、泊まりに来ていた所であった。
被疑者は同僚の結婚式に出席して酒を飲んでおり、現場付近で時速約100キロの猛スピードを出した際、ハンドル操作を誤って歩道に乗り上げたという。
被疑者は飲酒運転だけでなく、無免許運転かつ自賠責保険にも加入していなかった。

## 裁判
2000年当時は交通事故による死傷事故は業務上過失致死傷罪で処理されていた。従って、被疑者は同罪で起訴された。
2000年（平成12年）7月4日、横浜地裁相模原支部（池本寿美子裁判官）で判決公判が開かれ、求刑通り懲役5年6か月の実刑判決を言い渡した。判決では「言語道断の行為で、同情の余地はまったくない。量刑にあたっては傷害致死に準じた非難を加えても決して不当とは言えない」と厳しく指弾した。
検察側は、極めて悪質な事故として業務上過失致死罪としては最高刑の5年に加えて道路交通法違反や道路運送車両法違反（無車検）、自動車損害賠償保障法違反（自賠責保険無加入）の罪状を加え、現行法上では最も重い量刑にあたる懲役5年6か月を求刑していた。

## 危険運転致死傷罪の成立へ
この事故で犠牲となった大学生の母親が「悪質な運転で死亡事故を起こしながら窃盗罪（10年以下の懲役）より軽い業務上過失致死傷罪（5年以下の懲役）で処理されるのはおかしい」とし、法改正を求める署名活動を開始した。前年に発生した東名高速飲酒運転事故の遺族らもこの運動に賛同した。
その後、2001年（平成13年）10月までに37万4339名の署名が集まり、署名が集まる前の同年6月に道路交通法改正案が、11月28日に刑法改正案がなされ、最高刑を懲役15年とする危険運転致死傷罪が成立した。